# عمارة الولايات المتحدة
تشمل عمارة الولايات المتحدة مجموعة متنوعة من الأساليب المعمارية وأشكال البناء خلال تاريخ البلاد لأكثر من قرنين من الاستقلال والحكم الإسباني والبريطاني السابق.
تشكلت العمارة في الولايات المتحدة من خلال العوامل الداخلية والخارجية والاختلافات الإقليمية، وهي تمثل ككل تقاليد غنية انتقائية ومبتكرة.

## ما قبل كولومبوس

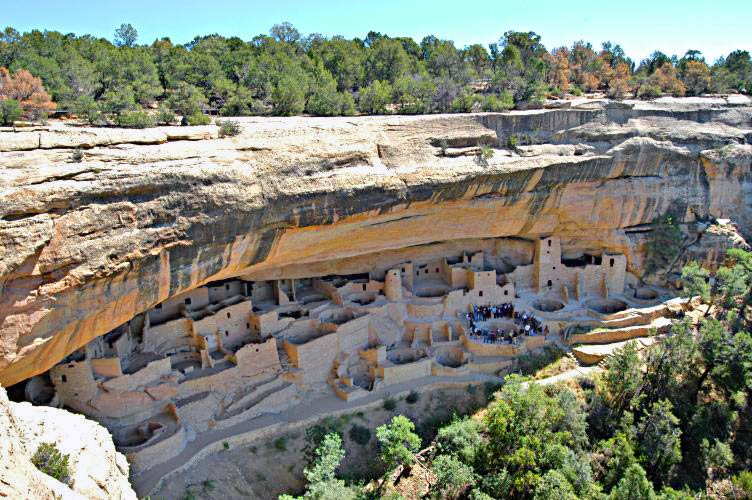
قصر كليف-مجمع سكني قديم في كولورادو.

صنع شعب بويبلو القديم من منطقة الزوايا الأربع أقدم الهياكل الناجية غير المستوردة على الأراضي التي تعرف الآن باسم الولايات المتحدة. سكن الشعب الناطق بالتيوا تاوس بويبلو بشكل مستمر لأكثر من 1000 عام. نجت القريتان اللتان يسكنهما شعب الألغونكوين المعروفتان باسم بومييوك وسيكوتون لتصبحا ما عُرف فيما بعد كارولاينا الشمالية الساحلية من أواخر القرن السادس عشر. بقي الفنان جون وايت في مستعمرة روانوك قصيرة العمر مدة 13 شهرًا وسجل أكثر من 70 صورة بالألوان المائية لأشخاص ونباتات وحيوانات أصلية.
أعطى الموقع البعيد لجزر هاواي عن أمريكا الشمالية هاواي القديمة فترة أساسية من عمارة ما قبل الاستعمار. تعكس الهياكل المبكرة التراث البولينيزي والثقافة الراقية في هاواي. تُبدي العمارة في هاواي بعد الاتصال في أواخر القرن التاسع عشر العديد من التأثيرات الأجنبية مثل الأسلوب الفيكتوري والجورجي وأسلوب الإحياء الاستعماري الإسباني في أوائل القرن العشرين.

## الاستعمارية
جلب الأوروبيون  تقاليدهم المعمارية وتقنيات الإنشاء الخاصة بمبانيهم إلى أمريكا الشمالية التي استقروا فيها. تمتلك أقدم المباني في أمريكا أمثلة على ذلك. اعتمد البناء على الموارد المتاحة، إذ يعد الخشب والطوب من العناصر الأكثر شيوعًا للمباني الإنجليزية في نيو إنجلاند ووسط المحيط الأطلسي والجنوب الساحلي. لكنهم جلبوا أيضًا الغزو والتدمير واقتلاع المباني القائمة الخاصة بشعوب الوطن الأصليين، إذ انخفضت قيمة تقنيات بناء المساكن والمستوطنات مقارنة بالمعايير الاستعمارية. استولى المستعمرون على الأراضي والمواقع الجديدة والمساكن والبعثات والكنائس والتطورات الزراعية.

### التأثيرات الإسبانية
اختلفت عمارة المستعمرات الإسبانية في الولايات المتحدة بشكل ملحوظ عن الأنماط الأوروبية المعتمدة في أجزاء أخرى من أمريكا، مثل المنازل الاستعمارية الفرنسية البسيطة في وادي المسيسيبي، التي تكونت من غرف مجاورة مفتوحة على غاليري. كانت العمارة الإسبانية (واضحة بشكل خاص في المؤسسات الكنسية) -التي بُنيت في ولايات تكساس ونيو مكسيكو وأريزونا وكاليفورنيا وفلوريدا وجورجيا- مشابهة للتصميم المعتمد في المكسيك. بحسب ما جاء به الباحثون، فقد بنى الإسبان منشآتهم دون أي اعتبار للتكلفة معتقدين أن فترة حكمهم في أمريكا ستكون أبدية.

#### فلوريدا
بُنيت عمارة المستعمرات الإسبانية في فلوريدا وجنوب شرق الولايات المتحدة منذ عام 1559 حتى عام 1821. يجري تمثيل أسلوب المحارة في بنساكولا، فلوريدا ومناطق أخرى منها، تُزين المنازل بشرفات من الحديد المطاوع، ويظهر أيضًا هذا النمط في الحي الفرنسي الذي بُني غالبًا في نيو أورليانز، لويزيانا. دمرت الحرائق التي نشبت في عامي 1788 و1794 الهياكل الفرنسية الأصلية في نيو أورليانز. يرجع تاريخ العديد من المباني الحالية في المدينة إلى جهود إعادة البناء في أواخر القرن الثامن عشر.
تُعد مستعمرتا سانت أوغسطين في فلوريدا التي تأسست عام 1565، وسانتا فيه، نيو مكسيكو من أقدم المستعمرات التي احتُلت باستمرار في أوروبا. تُعد سانت أوغسطين أول مدينة شُغلت باستمرار من قبل الأوروبيين في أمريكا الشمالية في عام 1565. ساهمت الصديفية المستخرجة من جزيرة أناستازيا في نمط استعماري جديد للعمارة في هذه المدينة. الصديفية هي تكتل من الحجر الجيري، يحتوي على أصداف الرخويات الصغيرة، اسُتخدم في بناء المنازل السكنية وبوابة المدينة وكاتدرائية البازيليكا وكاستيلو دي سان ماركوس وحصن ماتانزاس. تُعد مدينة سانت أوغسطين واحدة من الآثار النادرة للعمارة الاستعمارية الإسبانية التي تعود للقرن السابع عشر في الولايات المتحدة في يومنا هذا.

#### الجنوب الغربي

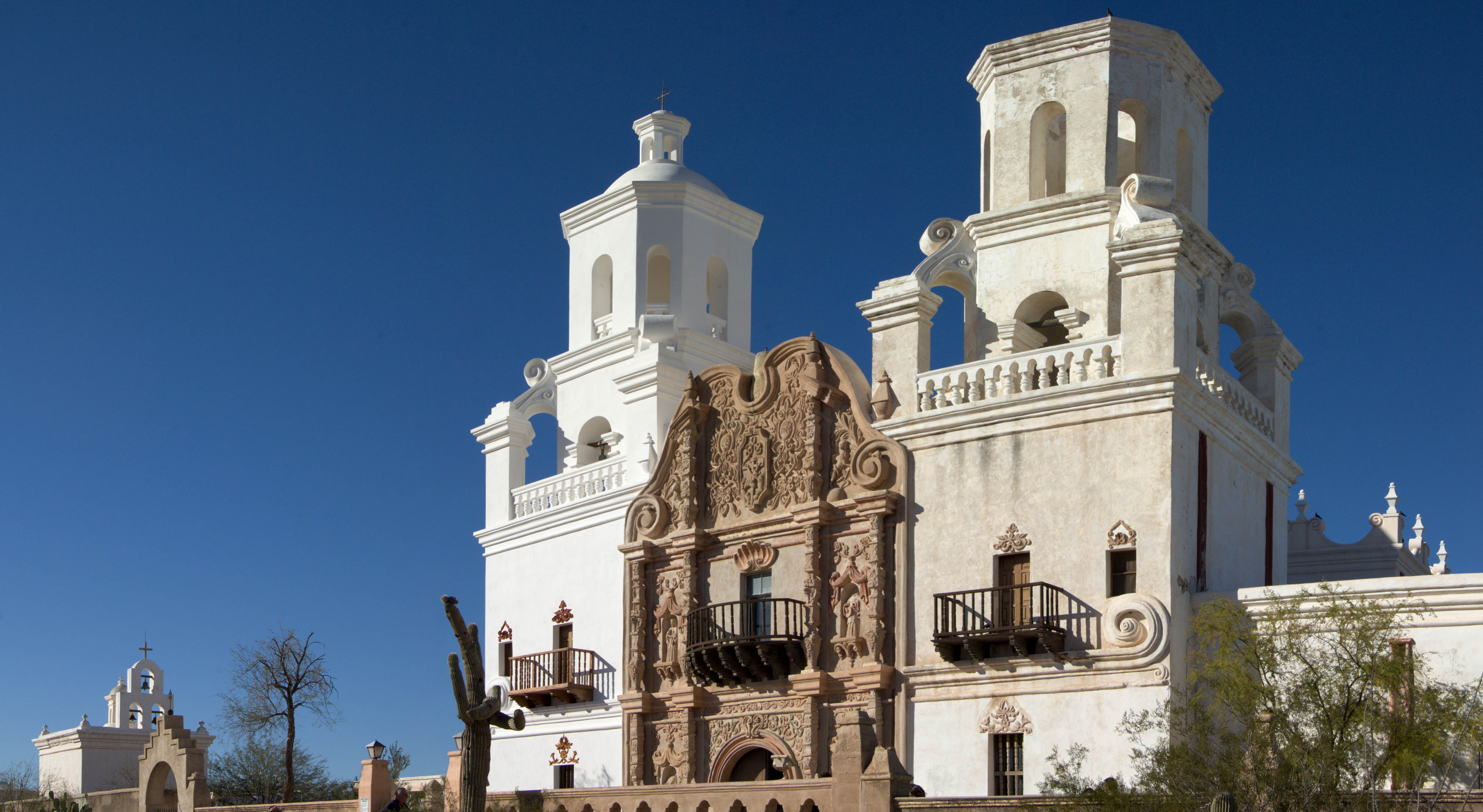
بعثة سان زافييه ديل باك بالقرب من توكسون في أريزونا.

بدأ الاستكشاف الإسباني لصحارى أمريكا الشمالية، المعروفة اليوم بجنوب غرب الولايات المتحدة، في أربعينيات القرن السادس عشر. عبر الكونكيستدور فرانسيسكو فاسكيز دي كورونادو هذه المنطقة بحثًا عن «مدن الذهب» الأسطورية، لكنه وجد عوضًا عن ذلك، الثقافة والعمارة القديمة لشعب بويبلو. بنى شعب بويبلو مساكن من الطوب وهو طوب اللبن المجفف بالشمس مع عوارض خشبية مكشوفة. أعطى شكل الطوب المكعب وترتيبه الكثيف القرى مظهرًا موحدًا. بقيت الهياكل المتواضعة والخالية من الزخرفة ثابتة وهادئة. غزا الإسبان هذه المناطق التي تسكنها شعوب البويبلو وجعلوا من سانتا فيه العاصمة الإدارية لمقاطعة سانتا فيه دي نويفو المكسيك عام 1609. بُني قصر الحكام بين عامي 1610 و1614، بعد مزج تأثيرات شعب البويبلو الهندية والإسبانية. يتميز المبنى بأنه مبنى طولي يحتوي على فناء، إذ يرجع تاريخ بعثة سان فرانسيسكو دي أسيس في رانشوس دي تاوس، نيو مكسيكو إلى سبعينيات القرن الثامن عشر، استُخدمت فيه تقنيات الطوب أيضًا ما أعطى الصرح مظهرًا مذهلًا من التقشف الجريء. طُور أسلوب بويبلو الإحيائي المعماري في المنطقة بعد ذلك بقرون. امتلكت بعثة سان زافييه ديل باك بالقرب من توكسون، أريزونا تفاصيل من نمط تشوريغوريسك موجودة في الأمثلة الجنوبية في إسبانيا الجديدة، إذ يحيط بواجهاتها برجان هائلان ويحيط بالمدخل عمودان من نوع إيستيبيت.

#### مقاطعة كاليفورنيا
أسس الإسبان في أواخر القرن الثامن عشر سلسلة من بريسيدوز (الحصون) في مقاطعة لاس كاليفورنيا العليا لمقاومة الاستعمار الروسي والبريطاني هناك. أُنشئ كل من بريسيدو سان دييغو وبريسيدو سانتا باربارا وبريسيدو مونتيري وبريسيدو سان فرانسيسكو لدعم الاحتلال من خلال البعثات والمستوطنات الجديدة. أنشأ الفرنسيسكان بين عامي 1769 و1823 شبكة خطية من 21 بعثة في كاليفورنيا. كان للبعثات تأثير كبير على البنية الإقليمية اللاحقة. تُعد كازا دي لا غويرا في سانتا باربرا، مثالًا على مقرات الإقامة.

### التأثير الإنجليزي

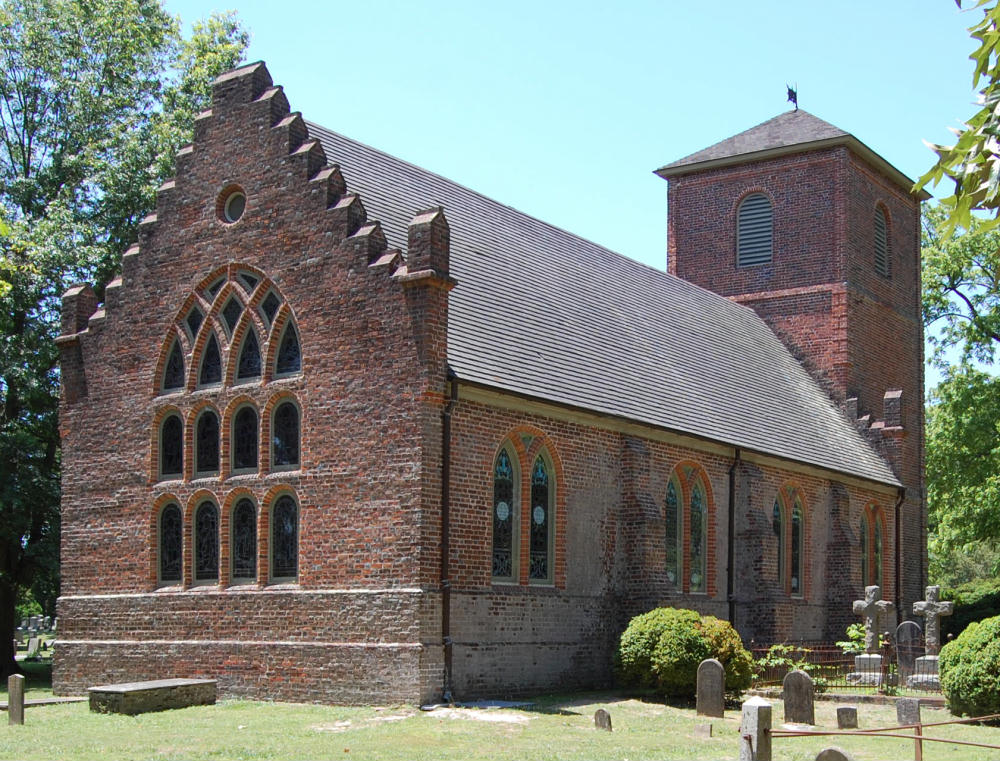
يُعتقد أن كنيسة القديس لوقا الأسقفية في سميثفيلد بفيرجينيا هي أقدم كنيسة من الطوب باقية في المستعمرات الإنجليزية لما سيصبح الولايات المتحدة، ويعود تاريخها إلى منتصف القرن السابع عشر.

اكتشفت التنقيبات -التي أُجريت في أول مستوطنة دائمة ينطق سكانها باللغة الإنجليزية في جيمستاون في فرجينيا (تأسست في عام 1607)- جزءًا من مثلث جيمس فورت والعديد من القطع الأثرية التي تعود لأوائل القرن السابع عشر. كانت ويليامسبورغ العاصمة الاستعمارية لولاية فرجينيا وهي الآن منطقة جذب سياحي كبلدة محفوظة بشكل جيد من القرن الثامن عشر.
استخدم سكان العالم الجديد البالغ عددهم 200,000 نسمة في عام 1657 (90% منهم من إنجلترا) نفس تقنيات البناء البسيطة المستخدمة في بلدانهم الأم. غالبًا ما يأتي هؤلاء المستوطنون الجدد إلى العالم الجديد لأغراض اقتصادية، فيظهر السبب الكامن وراء أن معظم البيوت المبكرة تعكس تأثيرات منازل القرية المتواضعة والمزارع الصغيرة. كان مظهر المباني بسيطًا للغاية ومصنوعًا من القليل من الموارد المستوردة، فعلى سبيل المثال، كانت النوافذ صغيرة جدًا، ولم يزد حجمها إلا بعد فترة طويلة من تصنيع البريطانيين للزجاج. يعود سبب ذلك إلى أن سكان البندقية لم يكتشفوا الزجاج الروماني الشفاف مجددًا حتى القرن الخامس عشر ولم يأتوا إلى إنجلترا إلا بعد مرور مئة عام. احتوت النوافذ القليلة الموجودة في المنازل الاستعمارية المبكرة على أجزاء صغيرة متصلة ببعضها من خلال إطار من الرصاص، وهي تشبه إلى حد كبير النافذة الزجاجية الملونة من الكنائس النموذجية. استورد الزجاج المستخدم من إنجلترا وكانت تكلفته مرتفعة للغاية. رُممت العديد من هذه المنازل في القرن الثامن عشر وحلت النوافذ المزدوجة المؤطرة محل الأصلية. اخترع روبرت هوك (1635- 1703) هذه النوافذ وجرى تصنيعها بحيث تنزلق إحدى الألواح الزجاجية بشكل عمودي خلف الأخرى.